# Au travail
Au travail, ou Travail, est un film français réalisé par Henri Pouctal, sorti en 1920, adaptation du roman social et utopique d'Émile Zola, Travail.

## Fiche technique
- Réalisation : Henri Pouctal
- Scénario : Henri Pouctal d'après le roman d'Émile Zola, Travail
- Décors : Bertin
- Photographie : Georges Guérin, Louis Chaix
- Production : Charles Delac, Marcel Vandal
- Société de production : Le Film d'art
- Pays :  France
- Format : Noir et blanc - Muet - 1,33:1 - 35 mm
- Société de production : Le Film d'art
- Genre : Drame
- Date de sortie : France, 16 janvier 1920

## Distribution
- Léon Mathot : Luc Froment
- Huguette Duflos : Josine
- Raphaël Duflos : Delaveau
- Claude Mérelle : Fernande Delaveau
- Juliette Clarens : Suzanne Boisgelin
- Marc Gérard : Martial Jordan
- Raymond Fabre : Bonnaire
- Camille Bert : Ragu
- Andrée Brabant : Nise Delaveau
- Andrée Lionel : Sœurette
- Henri-Amédée Charpentier : Le père Lunot
- Edoardo Davesnes : Morfain
- Paul Amiot : Feuillat
- Gilbert Dalleu : Jérôme Gurignon
- Louis Delaunay : Le président Gaume
- Simone Damaury : Mme Mitaine
- Jean Peyrière : Boisgelin
- Halma : L'enfant
- Marcel Delaître : Lange
- Jacques Robert : Nanet
- Monti : Jollivet
- Henry Gaultier
- Fabien Haziza : Nanet enfant
- Gilberte Haziza
- Olinda Mano : Louise Jolivet
- Simone Genevois : Nise enfant
- Lily Fairlie : Marthe Bourron

## Autour du film
- Travail d'Émile Zola est un de ses rares ouvrages qui marque une sympathie libertaire et fouriériste.
- Le film a été tourné au Creusot, et à Decazeville (Aveyron) dans une des plus grandes concentrations ouvrières de France.
- Le film est découpé en sept épisodes :

1. L'Effort humain ;
2. L'Aspotolat ;
3. La Lutte ;
4. L'Hymne au travail ;
5. Justice ;
6. La Montée du peuple ;
7. La Paix dans le travail.